# 200 випробуваних рецептів страв, пирогів та інших господарських справ
«200 випробуваних рецептів страв, пирогів та інших господарських справ» (рум. 200 rețete cercate de bucate, prăjituri și alte trebi gospodărești) — перша кулінарна книга, надрукована румунською мовою. Книга вийшла 1841 року в Яссах у видавництві «Cantora Foiei Sătești» і була перевидана двічі протягом перших п'яти років: у 1842 і 1846 роках. Видання 1842 року було ідентичним першому, третє видання містило кілька виправлень.

## Автори
Імена авторів книги не були вказані. Проте попередження в першому виданні про переслідування за всією суворістю закону за передрук було підписано ініціалами «K. N. — M. K.» У своїй новелі «Втрачені ілюзії», надрукованій того ж року і тим самим видавцем, Михаїл Коґелнічану згадує, що він і пан K. N. спільно опублікували книгу, яка відкидає всі усталені звичаї та порядки країни і яка має зробити кулінарну революцію у всій Молдові. «Ні для кого в Яссах не було секретом», що книгу написали Костаке Негруцці та Михаїл Коґелнічану, двоє молодих аристократів із Молдавського князівства, у майбутньому відомі письменники та політичні діячі Румунії.

## Історія
Єдиним джерелом рецептів румунською мовою, що передує цій збірці, фактично був рукопис «Книга, в якій страви з риби та раків, устриць, равликів, овочів, зелені та інші сухі та солодкі страви описані відповідно до їхнього порядку», датований кінцем XVII століття і передавалася з доповненнями з покоління в покоління до ХІХ століття. Він спочатку належав бібліотеці Великого стольника Князівства Валахія Константіна Кантакузіно, а іноді йому приписують і авторство. Існує також думка, що рукопис датується першою половиною XVIII століття і є перекладом з італійської. Вперше він був опублікований 1997 року в книзі «Світ у кухонній книзі: Рукопис бринков’янської епохи».

## Опис
У новелі «Втрачені ілюзії» Коґелнічану також пише, що автори розраховують на «високу репутацію серед кухарів та на титул новаторів кулінарного мистецтва» у Молдові. 

На думку відомого історика кулінарії Генрі Нотакера, молоді автори були сповнені рішучості просвітити молдавське суспільство, запроваджуючи нові та революційні кулінарні техніки із Заходу. Нотакер зазначає, що історія та традиції були важливими для національних рухів, і публікації кулінарних книг національними мовами мали велике значення. Перша кулінарна книга ісландською була надрукована в 1800 році, грецькою в 1828, фінською в 1834 і словацькою в 1871. При цьому вони не були збірками народних страв, рецепти запозичувалися з європейських кухонь з довшою історією.

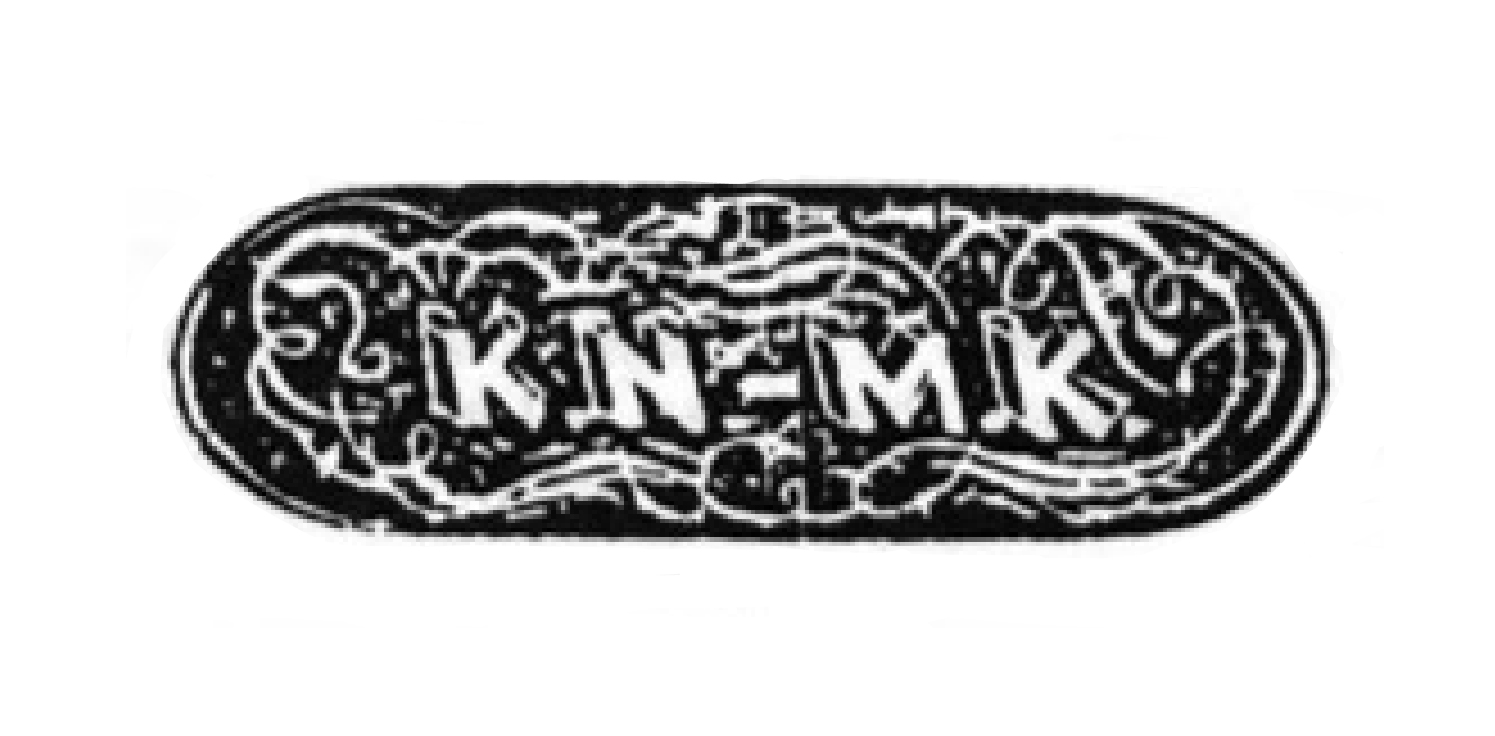
Монограма авторів на першому виданні 1841 року

Поряд із невеликою кількістю традиційних страв, перша румунська книга містить рецепти із сучасної австрійської, угорської, французької та німецької кухонь. Частина рецептів взята з австрійської кулінарної книги Анни Гофбауер і так званої угорської національної кулінарної книги Іштвана Цифрая (або, можливо, із загального джерела).
Згідно з назвою книги, рецепти є випробуваними, проте не обов'язково самими авторами. Формулювання «випробувані та перевірені» могли використовувати у старих європейських кулінарних книгах, вказуючи на те, що рецепти були протестовані та вдосконалені з часом, тому є надійними й ефективними.
Книга представляє різні кулінарні області дуже нерівномірно, з майже повною відсутністю рибних рецептів та значною кількістю десертів, включно з пудингами, тортами та желе.
Книга надрукована перехідним алфавітом, який використовує як кириличні, так і латинські літери. Мова відображає особливості слововживання та вимови в Молдові XIX століття. У книзі переважно використовується стара система мір і ваг Молдови, заснована на османській системі мір.

## Історичне значення
Книга є цінним історичним документом, який відображає кухню, мову та спосіб життя Молдови першої половини XIX століття. Як перша кулінарна книга румунською мовою, вона відіграла значну роль у встановленні кулінарної термінології.
Через три десятиліття багато рецептів з книги були скопійовані Катериною Стеріаді для її книги «Добра господиня». Книга була вперше надрукована латинським алфавітом у 1973 році, після цього перевидавалася в Румунії ще мінімум сім разів. У 2023 році вийшов коментований англійський переклад книги. У 2023 році вийшов коментований англійський переклад книги, а у 2025 — коментоване двомовне румунсько-російське видання.
Проект Moldova Brunch проводить у Яссах фестивалі, на яких відтворюються страви з книги «200 випробуваних рецептів…».

## Список видань
- Costache Negruzzi, Mihail Kogălniceanu. 200 rețete cercate de bucate, prăjituri și alte trebi gospodărești. — Iași : Cantora Foiei Sătești, 1841.
- Costache Negruzzi, Mihail Kogălniceanu. 200 rețete cercate de bucate, prăjituri și alte trebi gospodărești. — Ed. 2. — Iași : Cantora Foiei Sătești, 1842.
- Costache Negruzzi, Mihail Kogălniceanu. 200 rețete cercate de bucate, prăjituri și alte trebi gospodărești. — Ed. 3. — Iași : Tipografia Institutului Albinei, 1846.
- Mihail Kogălniceanu, Costache Negruzzi. 200 rețete cercate de bucate, prăjituri și alte trebi gospodărești / Titus Moraru. — Cluj-Napoca : Dacia, 1973.
- Mihail Kogălniceanu, Costache Negruzzi. Carte de bucate boierești: 200 rețete cercate de bucate, prăjituri și alte trebi gospodărești. — Cluj-Napoca : Dacia, 1998.
- Costache Negruzzi, Mihail Kogălniceanu. 200 rețete cercate de bucate, prăjituri și alte trebi gospodărești. — Iași : Editura ALFA, 2004. — ISBN 973-8278-39-2.
- Mihail Kogălniceanu, Costache Negruzzi. 200 rețete cercate de bucate, prăjituri și alte trebi gospodărești. — Iași : Timpul, 2005.
- Mihail Kogălniceanu, Kostache Negruzzi. Carte de bucate boierești: 200 rețete cercate de bucate, prăjituri și alte trebi gospodărești / Rodica Pandele. — București : Vremea, 2007. — ISBN 978-9736452802.
- Mihail Kogălniceanu, Costache Negruzzi. Carte de bucate boierești: 200 rețete cercate de bucate, prăjituri și alte trebi gospodărești. — Cluj-Napoca : Dacia XXI, 2011. — ISBN 978-606-8214-85-6.
- Mihail Kogălniceanu, Kostache Negruzzi. Carte de bucate boierești: 200 rețete cercate de bucate, prăjituri și alte trebi gospodărești. — București : Paideia, 2013. — ISBN 978-973-596-914-1.
- Mihail Kogălniceanu, Costache Negruzzi. 200 de rețete cercate de bucătărie românească și alte trebi gospodărești / Liviu Papuc. — București : Editura Junimea, 2017. — ISBN 978-973-37-2039-3.
- Costache Negruzzi, Mihail Kogălniceanu. 200 Proven Recipes for Dishes, Pastries and Other Household Works / Commented translation by Iurii Șvera. — KDP, 2023. — ISBN 979-8870261447.
- Costache Negruzzi, Mihail Kogălniceanu. 200 rețete cercate de bucate, prăjituri și alte trebi gospodărești/ 200 опробованных рецептов блюд, пирогов и других хозяйственных дел / Коментований переклад Юрія Швери. — Chișinău : Polisalm, 2025. — ISBN 9789975368469.